# Mnichovská jízdárna

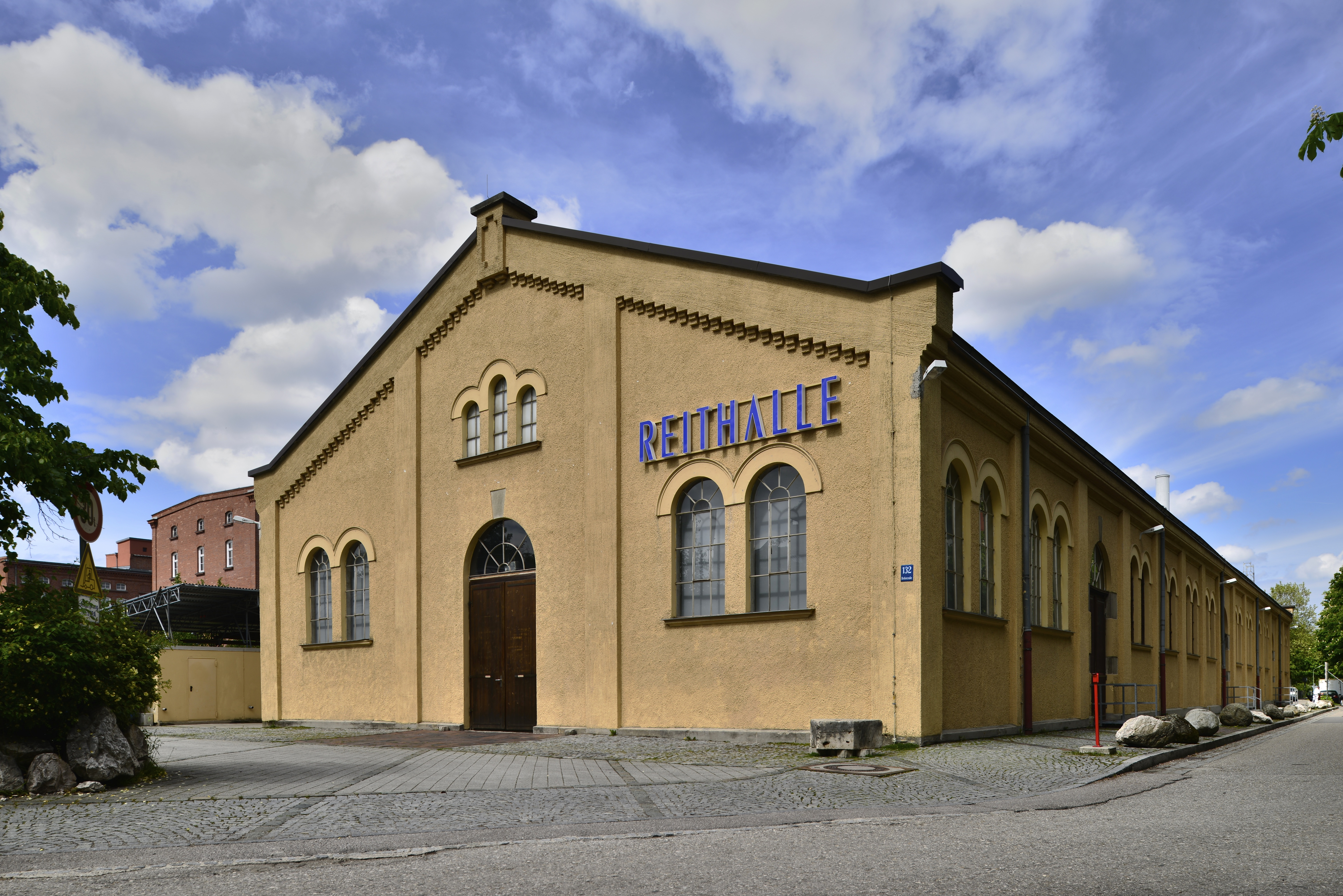
Mnichovská jízdárna na Heßstraße 132, jihozápadní pohled.

Mnichovská jízdárna (německy Reithalle München) je bývalá jízdárna kasárnského prostoru Oberwiesenfeld v mnichovské čtvrti Schwabing-West, která se používá jako místo pro konání různých akcí. Byla postavena v roce 1894 pro 2. bavorský pěší pluk „Kronprinz“ a sloužila k execírování (přehlídkám). O sto let později byla, dnes již památkově chráněná budova, restaurována v původním novorománském slohu. Jedná se o velkou halu o rozloze přibližně 1200 čtverečních metrů (17,6 × 68,9 m). Její interiér je přeměnitelný díky otevřenému stavebnímu systému bez nosných prvků (bez sloupů). V závislosti na uspořádání a designu vnitřního prostoru při různých akcích je v ní místo až pro 780 sedících diváků. Patří Svobodnému státu Bavorsko (Freistaat Bayern) a je pronajata soukromé společnosti s ručením omezeným.
Sál je univerzálně využitelný, pořádány jsou zde galavečery, produktové prezentace, firemní večírky, filmové premiéry, veletrhy, show nebo party. Koncepce nastavuje důležitost – od slavnostní až po chladnou, od svěží až po jednoduchou, od rustikální po elegantní. Jsou možná hostující představení vynikajících režisérů nebo vlastní produkce ze všech oblastí. Jízdárna je také místem pro divadlo, koncerty, balet a nekonvenční výstavy. Občas se zde konají také představení Bavorské státní opery.